# やばたにえん (ゲーム)
『やばたにえん』（Yabatanien）は、Yotalien Gamesにより2019年1月7日に無料配信された脱出ゲームである。
また、2020年2月27日にレジスタよりNintendo Switch版(『滅やばたにえん』（De:Yabatanien）カップリング収録）が発売され、同年9月18日にYotalien Gamesより『滅やばたにえん』のみのスマートフォン版も有料配信が開始された。
さらに2021年7月21日、同社にて『やばたにえん酸』（Acid Girls'Escape）の有料配信が開始された。。
また2023年4月2日には、過去3作の舞台を悪改修した作品である『’’’やばたにの裏面’’’』(Trapped Girl X) がiOS,Androidにて無料、Windowsにて有料配信された。

## ゲームシステム
本作には、屋敷内にあるトラップつきの部屋に監禁された少女たちが登場している。また、トラップを解除する手順を間違えると少女たちが惨死するという特徴がある。さらに、一方のトラップの解除によって別のトラップが発動する場合もある。
本作には「STEP」というシステムがあり、マップの移動をはじめとする特定の行動によってSTEPが増加し、少女たちが少しずつ死に近づいていく。
エンディングは救助した人数や、脱出した際のギミックの状況などにより変化する。

## 登場人物
本ページには、原作ゲームにおける顔アイコンの表示順に記載している。「POYOKO」がすべてのキャラクターボイスを担当している。

### 『無印』の救出対象
A. KAKO
フルネーム：加古 東海（かこ あずみ）
邪悪の権化。突然襲ってくる飢餓感が悩みのタネ。村民168名の殺害と家畜20頭の損壊容疑で約50年前に一度死刑に処されている。
手癖がとても悪い4回盗みをしていて次は警察に行くと言われた。
数百年前にエリンが依り代づくりに利用した東洋の少女は彼女の姉であり、大切に思っている。
救出時のセリフは「早く助けろ！」。
R. SON
フルネーム：リーゼ・ソン（Riese Son）
ソン姉妹の姉。出生不明。N.AGATSUMAの養子の1人である。J.BLAIRに購入されたが、身柄はN.AGATSUMAが所有している。稼働には大量の炭水化物が必要。
救出時のセリフは「ナンマンダブナンマンダブ」（K.YAGAMIが救出済の場合「ふぅ…」）。
N. AGATSUMA
フルネーム：我妻 典子（あがつま のりこ）
大手製薬会社「アガツマファーマ」創業者の娘。人体再生に興味があり、平気で他人を色んな名目で実験体にしようとする。
救出時のセリフは「ヘルプミー」。
K. YAGAMI
フルネーム：八神 恭子（やがみ きょうこ）
堕落した元・新進気鋭のアイドル。仕事と学業を両立するストレスで不眠症となり、N.AGATSUMAが提供する違法な不眠治療薬を手放せないでいる。
救出時のセリフは「あれぇ？」。
J. BLAIR
フルネーム：ジャック(本名はジャクリーン、裏面にて判明)・ブレア（Jacqueline "Jack" Blair）
中世から代々続く由緒正しい細工師の家系、ブレア家の末女。近親婚の影響で体は弱く、一日の半分は医療器具の中で過ごさなければいけなかった。また動物好きでもあり、猫やウサギを可愛がる様子も描かれていた。
救出時のセリフは「遅いぞこの野郎」（なおこのセリフはゲームシステム上、一プレイにつき一回しか聞くことができないので注意）。
C. SON
フルネーム：シアン・ソン（Cyan Son）
ソン姉妹の妹。出生不明。N.AGATSUMAの3番目の養子。R.SONと共にJ.BLAIRに購入された。炭水化物が不足した時の不安定さは姉以上。
救出時のセリフは「みょ～ん」。
E. TANAKA
フルネーム：田中 エルナ（Eruna Tanaka）
元正貴族田中家の娘だったが80年前に没落した。J.BLAIRとは仲が良く、A.KAKOとは腐れ縁。とても芯が強く、一度決めた事は兄のミズキですら制御できないほど。
自身の家を没落に追い込み、ミズキを殺した准貴族OLD LADYに激しい恨みを持っている。『酸』では、子孫であるGRAND LADYの事も「憎たらしい小娘」と嫌っている事が分かる。
『酸』向け追加コンテンツ「過去編」の主人公になる。
救出時のセリフは「ゲロイム！」（足切断済の場合「痛いよー」）。
OMIYO
フルネーム：オミヨ
グレースの未来の我が子を想う強い無念によって形成された。
救出時のセリフは「お願い…」(なお眼球摘出時も同様)。
『酸』のエンドⅣでは怨霊のような姿で重要人物として再登場し、廃墟化したモンゴメリー家の墓に現れた。

### 『滅』の救出対象
A. KAKO
※無印に同じ。
救出時のセリフは「警察も来てるのか？」。
L. KUNIEDA
フルネーム：国枝 リン（Lynne Kunieda）
ブレア家給仕係の姉の方。妹と共に出稼ぎに来ていた。妹の"世話"を生きがいに、正気を保っている。
妹を傷つけて手当てをするということを繰り返している。代理ミュンヒハウゼン症候群が疑われる。
救出時のセリフは「遅いのよ！」（K.KUNIEDAが死亡済の場合「あなたのせいよ」）。
K. KUNIEDA
フルネーム：国枝 カンナ（Kanna Kunieda）
ブレア家給仕係の妹の方。姉と共に出稼ぎに来ていた。ネガティブな発言が目立つ。胃痛持ち。
足は化膿だらけなのは姉のせいだが、本人は気づいていない。
救出時のセリフは「もう吐きそう…」。
A. MISHIMA
フルネーム：三島 葵（ミシマ アオイ）
両親を死の淵から甦らせたアガツマファーマに感銘を受け、薬学士を目指して猛勉強中。
救出時のセリフは「頭大丈夫？」（S.BLAIRの大脳が移植済の場合「あらどうも」）。
E. TANAKA
※無印に同じ。
救出時のセリフは「ホントにゲロイム」。
E. MONTGOMERY
フルネーム：エリン・モンゴメリー（Erin Montgomery）
グレース・モンゴメリーの姪を名乗る人物。
グレースの屋敷に一時期居候していた事がある。またブレア家を訪れると、リチャードに依代の人形の修理を依頼していた。
かつて領主だったとされる400年前、自身の領地が大飢饉で破滅を迎えそうになった際に「抄とう水」を開発して飢饉から救った事もある。
救出時のセリフは「全くアンタって人は」。
『酸』ではエンドⅡのエンドリストの画像のみにて再登場する。
E. MATSUMOTO
フルネーム：松本 江美（まつもと えみ）
モンゴメリー(どちらかは不明)に弱みを握られ、護衛をしている。
救出時のセリフは「この役立たず！」。
J. BLAIR
※無印に同じ。
自室の医療器具の中に入っており、生体活性剤を投与する必要がある。生存時と死亡時で、その後の容姿や展開が異なっている。
救出時のセリフは「へっへっへ、わりぃな」。

### 『酸』の救出対象
A. KAKO
※無印・滅に同じ。今回はずっと眠ったまま。
救出時のセリフは「面倒くせーなもう……」。
K. UTSUNOMIYA
フルネーム：宇都宮 桂子（うつのみや けいこ）
K.YAGAMIの先輩アイドル。
初めはYAGAMIに対して良い先輩として振る舞っていたが、次第にYAGAMIに嫉妬するようになる。エンドⅠでは、酸を浴びて顔が溶けてしまったので、死亡したYAGAMIの顔の皮を被って彼女になりすまし、熊本県民謡「おてもやん」を歌っている場面でエンディングを迎える。
救出時のセリフは「いい加減にして」（酸シャワーを一定時間以上浴びた場合「お化粧、しなきゃ…」）。
R. AKUTSU
フルネーム：飽津 ルミ（あくつ るみ）
LADYの友達のふりをしており、彼女の失態を激写しようと目論んでいる。
救出時のセリフは「ちょっと漏らした」。
N. AGATSUMA
※無印に同じ。
幼い頃に誤って猛毒のガスを散布させてしまい、両親を瀕死にしてしまった。両親の命を救うべく、人体実験装置を起動させる。
両親は命こそ助かったものの、以前のような人格や人間性を失ってしまっている。人体再生に強い関心があるのは、このような過去があった為と思われる。また、両親との思い出があるゴム球にも強い思い入れがある。
救出時のセリフは「ふんっ」（血抜きをされた場合「まぁ、いいわ…」）。
E. TANAKA
※無印・滅に同じ。
切断された足をAGATSUMAに治療してもらうが、その代償に人体実験の実験台とされてしまい、ゾンビと化してしまう。この時点で生きる事を諦めており、実験装置から出して放置したままだと投身自殺を図る。
ゾンビのままでは「もはやヒトではない」というテキストが表示されるばかりで、救出不可能。あるアイテムを与える事で回復し、救出可能となる。
救出時のセリフは「ゲロリ！」(没セリフは「お肉だ…」)。
K. YAGAMI
※無印に同じ。
救出時のセリフは「顔面ヤバくない？」。
GRAND LADY
フルネーム：グランドレディ
『やばたにえん』シリーズ唯一の良心。准貴族OLD LADY家の遠い子孫。生まれてくる家系を誤った。
誰に対しても心優しい。また、人を疑わない性格であるためか、N. AGATSUMAの実験台にされる事も多い。流行と言葉遣いが古く、いつも強い香水をつけている。
救出時のセリフは「ありがとうね」。
K-16（KANAMORI）
フルネーム：カナモリ
謎のチャイナ風の人形少女。誤って彼女そっくりの人形を救出すると、特定の方法で手放すまで本人を救出出来なくなる。
救出時のセリフは「お家に帰りたいの」。

### その他重要人物
G.MONTGOMERY
フルネーム：グレース・モンゴメリー（Grace Montgomery）
N.AGATSUMAの手によりゾンビ化してしまった女性。OMIYOに似た人形を可愛がっていた。
一人っ子であるため、姪を名乗るエリンを不審に思いつつも一時期迎え入れていた。
男性を食い物にする商売をしていたらしく、過去に12人と結婚しては死に別れている。
S.BLAIR
フルネーム：サラ・ブレア（Sarah Blair）
ブレア家の長女で当主。『滅』では故人であったが、A.MISHIMAがサラの大脳を移植した際に彼女の体を乗っ取って蘇った。ジャックをひどく虐めていた挙げ句、リチャードが化け物になった事故を引き起こした張本人。
資料「ブレアの血統」では、近親婚の影響である「顔が崩れる病」が遺伝している事が示唆されている。
R.BLAIR
フルネーム：リチャード・ブレア（Richard Blair）
ブレア家の長男で、グレースの婚約者。家業の人形細工のみならず機械工学の技術にも長けており、N.AGATSUMAにも分析しきれないほど高度な転送装置を造りあげた事もある。その転送装置を使った際の事故でペットの猫と合体してしまい、猫の化け物と化してしまった。
Z.BLAIR
フルネーム：ゼルダ・ブレア（Zelda Blair）
サラ・リチャード・ジャックの母で、ブレア家前当主。ブレア家の中で最も過酷な運命を背負ったといわれており(顔が崩れた兄弟と結婚し、血を繋ぐ事を示しているものと思われる)、夫ドナルドを殺害し失踪した。
行動や言動の端々から、一族のしきたりや一族その物を嫌っていた節がある。それ故、夫の事はもはや人間とも思っていない。また、夫が患う病を遺伝したとされる為か姉娘サラの事も内心では忌み嫌っていた一方で、唯一正常に生まれてきた息子リチャードのみを溺愛してきた。妹娘ジャックに対しては不明。
OLD LADY
フルネーム：オールドレディ
准貴族の女性であり、LADYの先祖。現在では故人となっているが、彼女の亡骸は棺に入っていないようだが…。
短命の血統を呪っており、悲願成就の為に正貴族の田中家に目をつける。その後田中家を乗っ取って没落に追い込み、当時の家督だったM.TANAKAを処刑させた。
M.TANAKA
フルネーム：田中ミズキ（Mizuki Tanaka）
E.TANAKAの兄。幼い時に両親を亡くした為に田中家の家督を相続したが、准貴族OLD LADYの策略で家督を奪われ、ギロチンで処刑された。
理想的な貴婦人
本名不明。OLD LADYのお茶会の友人である、40代前半の女性。怪力の持ち主。OLD LADYと共謀し、田中家を没落に追い込んだ。
田中兄妹が幼い頃に世話をしていた事もある為か、二人からは恐怖心と敬う心を持たれている。また、以前負傷沙汰になった関係で、刀鍛冶の跡取り娘とは険悪関係にある。
刀鍛冶の跡取り娘
本名不明。刀鍛冶として有名な「柏木刀剣」の跡取り娘にして、二代目刀匠。OLD LADYや理想的な貴婦人と共に、田中家の没落やM.TANAKAの処刑に携わっていた一人。代表作は巨大な万能ハサミ「カンタービレ」。
カンタービレの片割れと思われる薙刀状の武器を愛用している。理想的な貴婦人に右腕を切断された事から、彼女に強い怨みを抱えている。隻腕になってなお、すれ違い様に相手に斬られたと悟らせず首を切断する芸当が可能。

## 評価
電撃オンラインのsexy隊長は、STEPシステムにより、無駄な動きができない点や、タイミングに気を使う必要があるのが面白いと評価している。また、本作の魅力が「成功しても正解とは限らない」にあると述べ、最善解を見つけるべく敢えて助けない方法を試すという点をパズルゲームに例えている。さらに、試行錯誤の楽しさゆえにたくさんの残虐シーンを目にする羽目になるとも指摘している。
4Gamer.netのトリスター/目代将規は、本作の仕掛けの難しさや、考察しがいのあるストーリーについて評価しており、映画『ソウ』シリーズが好きな人にはお勧めだと締めくくっている。